# Кутана (Пермский край)
Кутана — деревня в Чернушинском районе Пермского края. Входит в состав Ананьинского сельского поселения.

## История
Известна как починок с 1885 г.

## Население
В 2005 году численность населения составляла 10 человек.
По результатам переписи 2010 года численность населения составила 0 человек.